# Lick It Up
Lick It Up (с англ. — «Оближи») — одиннадцатый студийный альбом американской рок-группы KISS, вышедший в 1983 году. 18 сентября, за несколько дней до выхода альбома, KISS предстали на MTV без грима. Это было первое публичное выступление KISS без грима с первых дней группы. На обложке альбома Джин Симмонс показывает свой фирменный длинный язык, чтобы убедить всех, что это действительно те самые KISS, только без грима. Lick It Up стал платиновым 19 декабря 1990 года.
Хотя заглавный трек до сих пор играется на концертах, остальной альбом практически не исполняется вживую.

## Обзор

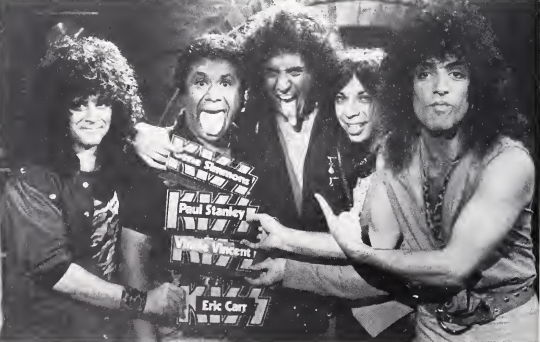
1983 год

Альбом стал золотым 22 декабря 1983 года, первый сертифицированный альбом Kiss после альбома 1980 года Unmasked.
Песни «Lick It Up» и «All Hell's Breakin' Loose» были выпущены как синглы. Их выход сопровождался клипами, в которых группа снялась с полураздетыми девушками в пост-апокалиптической пустыне.
«All Hell’s Breakin' Loose» — одна из трёх песен за всю историю Kiss, в которой все 4 (на тот момент) участника были соавторами песни, другими такими являются инструментал «Love Theme From Kiss» с альбома Kiss и «Back to the Stone Age» с альбома Monster.
В интервью для KISSology 2, Пол Стэнли сделал заявление: «Люди сейчас слушают глазами, а не ушами. В основном, потому что Creatures of the Night, возможно, был лучше, чем Lick It Up.» Он также сделал заявление, что «Главная причина того, что Lick It Up раскупается лучше, чем Creatures of the Night это то, что мы были на обложке без грима. Это была единственная причина.»

## Винни Винсент
Это первый и единственный альбом Kiss, в котором Винни Винсент официально представлен как соло-гитарист; он был неофициально представлен в Creatures of the Night. Кроме того, сначала Винсент был на обложке альбома[уточнить], в то время Эйс Фрэйли уже покинул группу, но он всё-таки остался на обложке Creatures of the Night, несмотря на его уход из группы после записи альбома Killers и несмотря на то, что он фактически не участвовал в записи альбома.
Винсент, однако, юридически не являлся членом группы. Часто спорили по поводу его роли и насчёт денежной платы, но Винсент никогда не подписывал никаких контрактов на участие в группе. Эти споры привели к его уходу из группы после европейской части тура Lick It Up. Но Винсент вернулся в группу для американской части тура, и после этого ушёл навсегда.

## Список композиций
| №                   | Название                                                | Автор(ы)                  | Основной вокал      | Длительность |
| ------------------- | ------------------------------------------------------- | ------------------------- | ------------------- | ------------ |
| 1.                  | «Exciter» (с англ. — «Возбудитель»)                     | Пол Стэнли, Винни Винсент | Стэнли              | 4:10         |
| 2.                  | «Not for the Innocent» (с англ. — «Не для Невинных»)    | Джин Симмонс, Винсент     | Симмонс             | 4:22         |
| 3.                  | «Lick It Up» (с англ. — «Оближи»)                       | Стэнли, Винсент           | Стэнли              | 3:56         |
| 4.                  | «Young and Wasted» (с англ. — «Молодой и Опустошённый») | Симмонс, Винсент          | Симмонс             | 4:05         |
| 5.                  | «Gimme More» (с англ. — «Дай Мне Ещё»)                  | Стэнли, Винсент           | Стэнли              | 3:43         |
| Общая длительность: | Общая длительность:                                     | Общая длительность:       | Общая длительность: | 20:16        |

| №                   | Название                                                              | Автор(ы)                            | Основной вокал      | Длительность |
| ------------------- | --------------------------------------------------------------------- | ----------------------------------- | ------------------- | ------------ |
| 6.                  | «All Hell's Breakin' Loose» (с англ. — «Весь Ад Вырвался на Свободу») | Эрик Карр, Стэнли, Симмонс, Винсент | Стэнли              | 4:34         |
| 7.                  | «A Million to One» (с англ. — «Миллион к Одному»)                     | Стэнли, Винсент                     | Стэнли              | 4:17         |
| 8.                  | «Fits Like a Glove» (с англ. — «Сидит как Перчатка»)                  | Симмонс                             | Симмонс             | 4:04         |
| 9.                  | «Dance All Over Your Face» (с англ. — «Танцую по Всему Твоему Лицу»)  | Симмонс                             | Симмонс             | 4:16         |
| 10.                 | «And on the 8th Day» (с англ. — «И на 8-й День»)                      | Симмонс, Винсент                    | Симмонс             | 4:02         |
| Общая длительность: | Общая длительность:                                                   | Общая длительность:                 | Общая длительность: | 21:13        |

## Чарты
| Год  | Страна         | Чарт                 | Позиция |
| ---- | -------------- | -------------------- | ------- |
| 1983 | США            | Billboard Pop Albums | 24      |
| 1983 | Великобритания | UK Albums Chart      | 7       |

| Год  | Страна         | Сингл                       | Чарт              | Позиция |
| ---- | -------------- | --------------------------- | ----------------- | ------- |
| 1983 | США            | «Lick It Up»                | Billboard Hot 100 | 66      |
| 1983 | Канада         | «Lick It Up»                | Pop Singles       | 32      |
| 1983 | Франция        | «Lick It Up»                | Pop Singles       | 58      |
| 1983 | Швейцария      | «Lick It Up»                | Pop Singles       | 24      |
| 1983 | Великобритания | «Lick It Up»                | Pop Singles       | 31      |
| 1983 | Германия       | «All Hell’s Breakin' Loose» | Pop Singles       | 71      |

## Сертификации
| Дата            | Статус     | Всего продано |
| --------------- | ---------- | ------------- |
| 22 декабря 1983 | Золотой    | 500,000       |
| 19 декабря 1990 | Платиновый | 1,000,000     |

| Дата           | Статус  | Всего продано |
| -------------- | ------- | ------------- |
| 1 февраля 1984 | Золотой | 50,000        |

## Участники записи
- Пол Стэнли — ритм-гитара, вокал, бэк-вокал
- Джин Симмонс — бас-гитара, вокал, бэк-вокал
- Винни Винсент — соло-гитара, бэк-вокал
- Эрик Карр — ударные, перкуссия, бэк-вокал.

Остальные музыканты
- Рик Деррингер — соло-гитара на треке «Exciter»